# ダンシング・イン・ザ・ダーク
「ダンシング・イン・ザ・ダーク」（Dancing in the Dark）は、1931年に発表されたポピュラーソング。同年のレヴュー『バンド・ワゴン』のために書かれた。ハワード・ディーツが作詞、アーサー・シュワルツが作曲した。

## 収録を行った主なアーティスト
- ビング・クロスビー
- フレッド・アステア
- キャノンボール・アダレイ[2]
- サラ・ヴォーン
- デューク・エリントン
- トニー・ベネット - この曲を2度収録を行っており、1961年のアルバム『マイ・ハート・シングス』、1993年のアルバム『ステッピン・アウト』にそれぞれ収録されている[3][4][5][6]。
- フランク・シナトラ
- デューク・エリントン
- エラ・フィッツジェラルド
- ビル・エヴァンス
- ジョニー・マティス[7]
- ダイアナ・クラール